# Palast in Obory (Konstancin)

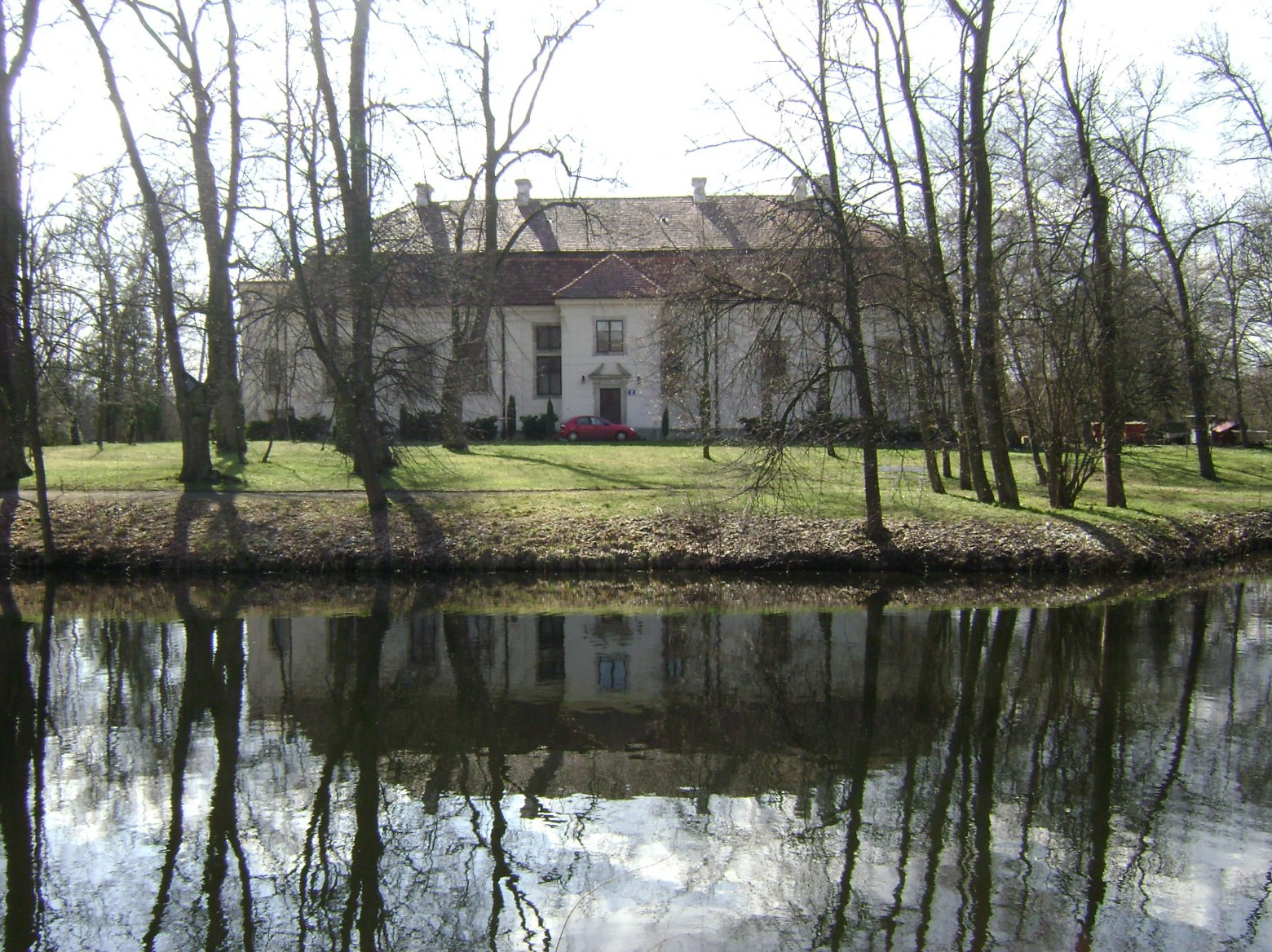
Die Fassade des Palastes an der Gartenseite

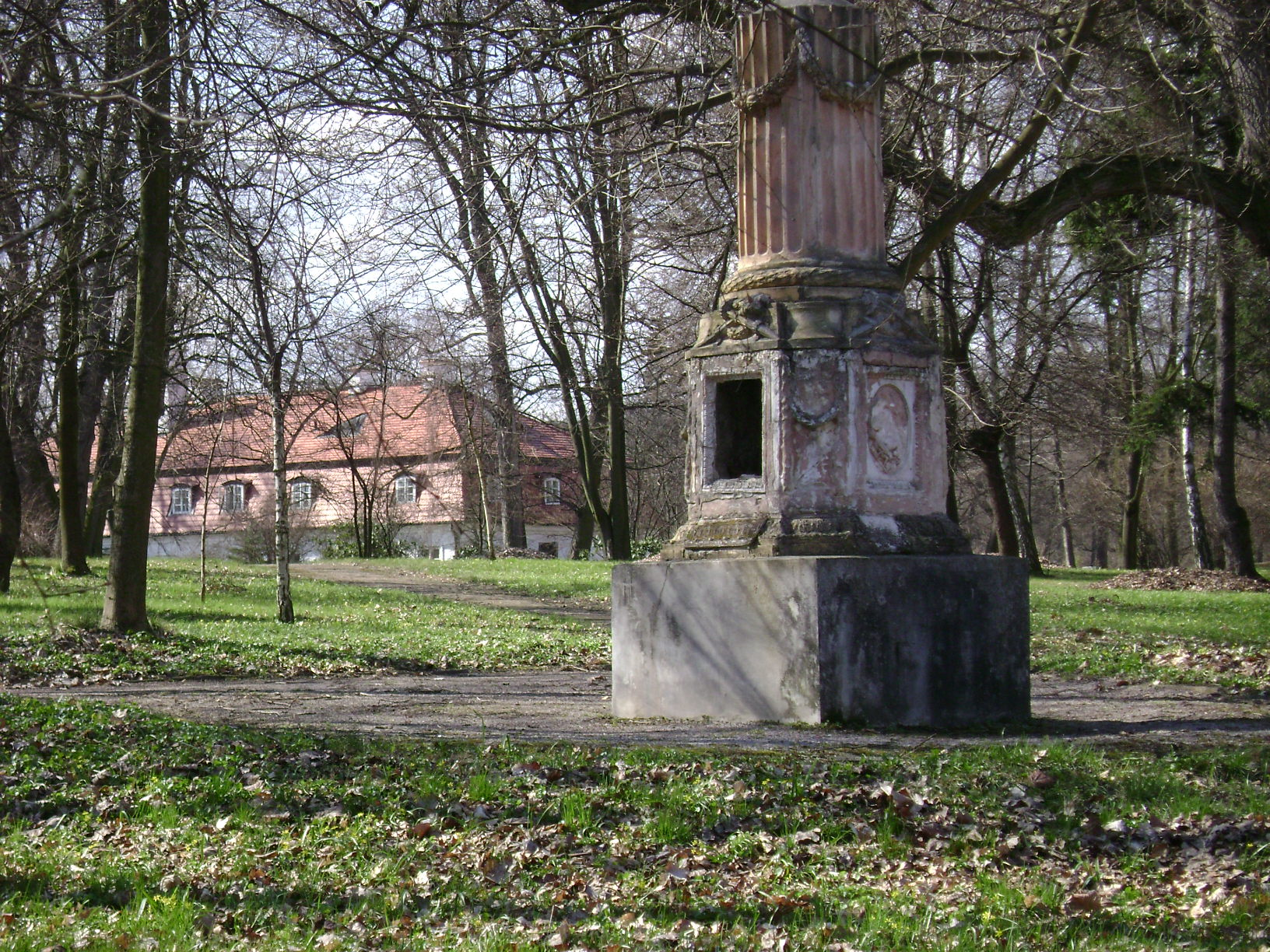
Parkdetail

Der Palast in Obory (poln.: Pałac w Oborach), einem Dorf, das zu Konstancin-Jeziorna und damit dem Powiat Piaseczyński in der Nähe Warschaus gehört, wurde Ende des 17. Jahrhunderts im barocken Stil errichtet. Heute befindet sich die denkmalgeschützte Magnatenresidenz, die etwa 4 Kilometer westlich der Weichsel liegt, im Besitz des polnischen Literatenverbandes und wird als Veranstaltungsort genutzt.

## Geschichte
Im 15. und 16. Jahrhundert war die Ortschaft, zu der der heutige Palast gehört, das Eigentum der Familie Obory. Im Jahr 1643 wurde sie an die Familie Koniecpolski verkauft. 1650 gehörte sie Jan Wielopolski (vermutlich über seine Heirat mit Aniela Febronia Koniecpolska). Die Nachbarschaft zum Schloß in Wilanów (ca. 10 Kilometer Entfernung) begünstigte die Kontakte zur Familie von Johann III. Sobieski, und so heiratete Wielopolski in dritter Ehe 1678 Marie-Anne de la Grande d’Arquien, eine Schwester der Königin Maria Kazimiera Sobieska. Wahrscheinlich in den 1680er Jahren ließ Wielopolski anstelle eines vormaligen hölzernen Herrenhauses einen gemauerten, barock ausgeführten Palast mit einem Mansarddach errichten. Vermutlich stammte der Plan zum Gebäude von Tylman van Gameren oder einem seiner Schüler. Nach dem Tode des Hausherrn (vermutlich starb Wielopolski in seinem Palast in Obory) fiel der Besitz 1688 an seinen Sohn Franciszek. 
Von 1738 bis 1751 war Hieronim Wielopolski Eigentümer. In den 1780er und 1790er kam es unter dessen Witwe, Urszula Wielopolska, geb. Potocka, zu Umbau- und Renovierungsarbeiten am Gebäude. Nach ihrem Tod wurde Kasper Potulicki Eigentümer des Anwesens. Rund 100 Jahre später entstand eine Kapelle und nach Entwürfen von Władysław Marconi wurden weitere Umbauten am Gebäude vorgenommen. Zur Wende zum 20. Jahrhundert verkaufte Maria Potulicka einen Teil des Landbesitzes von Obory an ihre Nichte Maria Ogińska, geb. Skórzewska. Dieses Land wurde kurz darauf parzelliert und bebaut; es entstand die dem Palast benachbarte Stadt Konstancin. Die Familie Potulicki blieb bis zum Jahr 1944 im Besitz des Anwesens, bis sie als Folge des Warschauer Aufstandes (Angehörige der Familie beteiligten sich aktiv an den Kämpfen) 1944 von den deutschen Besatzungsbehörden enteignet wurde. Nach dem Krieg erfolgte die Übernahme in den polnischen Staatsschatz. Im benachbarten Słomczyn befinden sich neben einer Friedhofskapelle bis heute die Gräber der Familie. 
Das Gebäude wird seit den 1960er Jahren als sogenanntes „Haus des künstlerischen Schaffens“ vom Verband der Polnischen Literaten (poln.: Dom Pracy Twórczej Związku Literatów Polskich) als Gäste- und Veranstaltungshaus betrieben. Es ist dem Andenken an Bolesław Prus gewidmet. Als Anlaufstelle für viele Schriftsteller der Zeit erlangte der Palast traurige Bekanntheit, als der bedeutende polnische Poet Antoni Słonimski im Sommer 1976 den Palast besuchen wollte und es auf der Zubringerstraße zu einem schweren Unfall kam; einige Tage später verstarb er an den Unfallfolgen. 
Ein Zugang zum Palast ist außerhalb von Veranstaltungen nicht möglich. Der Palast liegt in einer großzügigen, baumbestandenen Parkanlage, die an zwei Seiten von Gewässern begrenzt wird.